# Bullmastiff

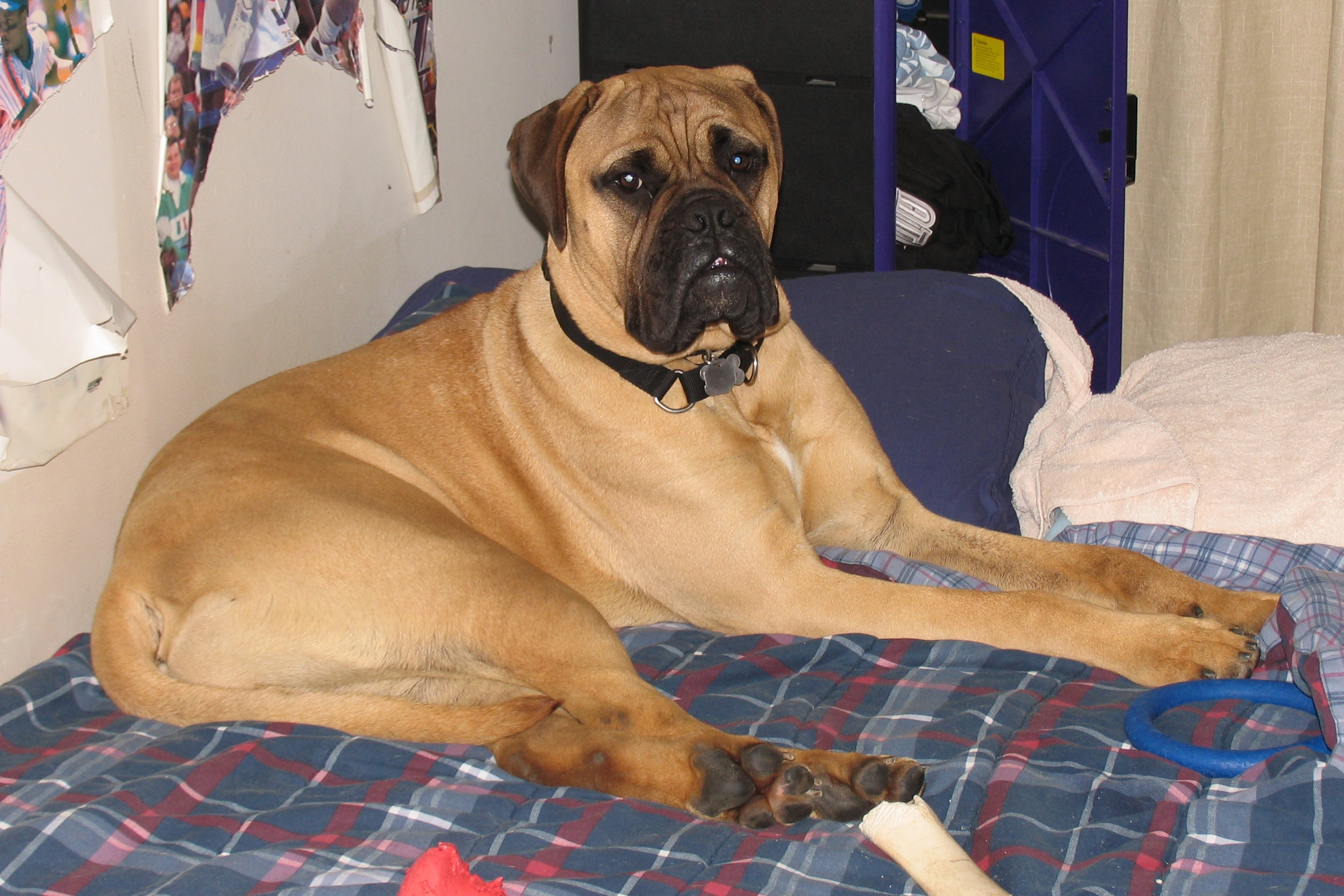
Bullmastiff mascul

Istoria câinilor din rasa Bullmastiff începe în Anglia, la jumătatea secolului al XIX-lea. Condițiile precare de trai cu care se confruntau cei din păturile sărace ale societății duseseră la o creștere alarmantă a fenomenului braconajului, iar în aceste condiții proprietarii și administratorii terenurilor de vânătoare s-au gândit la obținerea unui câine capabil să-i intimideze și să-i descurajeze pe braconieri, întrucât pădurarii erau depășiți de situație. Așa a început munca de selecție a rasei Bullmastiff.

### Origine
Anglia

### Înălțime
61–69 cm

### Greutate
45–60 kg

### Durata de viață
8-10 ani

### Grupa
Working

### Istoric rasă

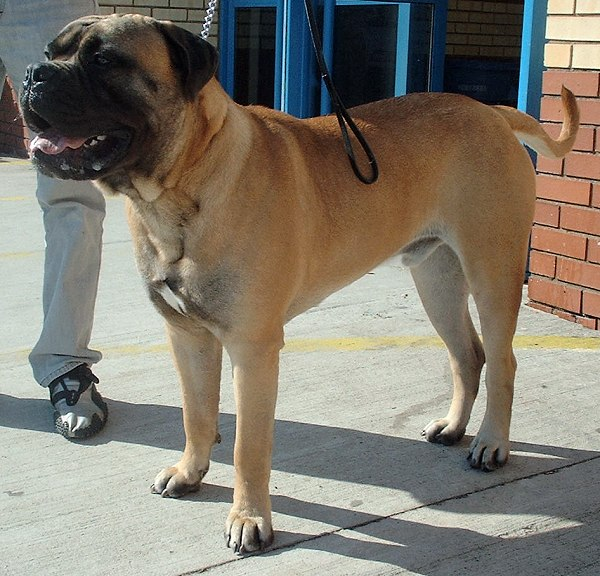
Bullmastiff

Ceea ce au dorit să realizeze selecționerii a fost un câine capabil să impresioneze prin simpla prezență, destul de puternic pentru a imobiliza un adversar uman chiar în condițiile ripostei acestuia, dar fără a-l răni grav. Specialiștii sunt de părere că s-au folosit pentru început exemplare de Mastiff Englez și Bulldog, pentru a se îmbina armonios curajul, forța, tenacitatea și rezistența. S-a obținut, după câteva generații, o proporție 60-40 Mastiff / Bulldog, un câine musculos și înalt destul de disciplinat pentru a ataca doar la comandă, fără a maltrata victima. Procesul de selecție s-a încheiat în anul 1924, când s-a completat și standardul oficial al rasei, câinii Bullmastiff fiind recunoscuți de English Kennel Club. Forțele de poliție și cele militare au utilizat acești câini destul de mult în prima jumătate a secolului XX, în prezent fiind preferați în rol de câini de pază, pentru pază și protecție, precum și în calitate de animale de companie.
Astăzi, Bullmastiff-ii nu mai sunt la fel de populari, dar cei care posedă acești câini sunt la fel de loiali rasei, cât este rasa de loială stăpânului lor.

### Descriere fizică
Bullmastiff are o statură ce impresionează și sugerează forța de care este capabil. Capul este mare și lat, cu pielea puternic cutată, fruntea turtită și maxilarul inferior puternic reliefat. Botul este scurt, bont. Corpul este compact, echilibrat și cu mușchii bine desenați sub blana scurtă, aderentă, netedă și lucioasă. Culorile acceptate sunt cafeniu, maro-roșcat, gri-cenușiu, brindle (tărcat sau dungat).

### Personalitate
Dincolo de masivitatea corpului, este foarte agil și rapid în reacții. Este apreciat ca fiind inteligent și loial, se pretează bine la dresajul de obediență. Liniștit și echilibrat, poate fi crescut de o familie cu copii, întrucât este atent și permisiv în relația cu aceștia. Este afectuos și se atașează puternic de persoana dominantă din familia de adopție.

### Îngrijire și sensibilitate boli
Provine din rase care etalează la rândul lor destule probleme medicale, deci nu a moștenit o sănătate "de fier". Cele mai comune probleme de sănătate: displazia de șold, cancer, dermatita de contact, eczeme și alergii cutanate, alopecia, diferite afecțiuni oculare, diabet, dereglări ale glandei tiroide, dilatația volvulului gastric. Nu ridică probleme de întreținere complexe, este ușor de îngrijit și destul de puțin pretențios. Năpârlește puțin, lasă bale.

### Condiții de viață
Acest câine are nevoie de mișcare și trebuie să-i fie combătute tendințele sedentare, pentru că ia ușor în greutate. Nu se pretează pentru viața într-un apartament, întrucât este un câine de talie mare, corpolent și are nevoie de spațiu. Are nevoie de un teren pe care să patruleze, o curte unde să fie antrenat la joacă și a putea face scurte alergări. Programul de plimbări zilnice trebuie să devină o rutină.

### Probleme de sănătate frecvente la Bullmastiff
Bullmastiff-ii sunt câini duri, dar, ca orice rasă de talie mare, pot avea anumite probleme de sănătate. Printre cele mai comune se numără:

#### Displazia de șold și de cot
Această afecțiune poate cauza dureri și dificultăți în mișcare. Este esențial să monitorizezi comportamentul câinelui și să efectuezi controale regulate la veterinar pentru a depista orice semne de displazie.

#### Problemele cardiace
Bullmastiff-ii pot suferi de insuficiență cardiacă sau de boli ale valvei cardiace. Este important să fii atent la semnele de oboseală excesivă și să consulți medicul veterinar dacă observi orice schimbări în comportamentul câinelui.

#### Balonările
Din cauza stomacului lor mare, Bullmastiff-ii pot fi predispuși la balonări, o afecțiune care poate pune viața în pericol. Evită hrănirea câinelui cu mese mari și asigură-te că îl hrănești în porții mai mici pe parcursul zilei.

### Dresaj
Denotă unele accente de încăpățânare, dar cu o manieră adecvată se dovedește receptiv în dresaj. Trebuie debutat devreme în dresajul de obediență și, de asemenea, necesită socializare precoce. Trebuie folosite intens tonurile vocii, dresajul trebuie să fie ferm, consecvent și intensiv în perioada junioratului, când se implementează cel mai bine rutinele. Persoana care conduce dresajul trebuie să fie puternică din punct de vedere mental, capabilă să domine câinele și să se impună. Bullmastiff își va însuși bine dresajul specific pentru pază.

### Utilitate
Un câine de pază capabil să țină la distanță intrușii și eventualele pericole. Este potrivit și în rol de câine de companie, în prima parte a vieții fiind activ și capabil să susțină exerciții fizice de durată alături de stăpân. Trebuie supravegheat atunci când se joacă cu copiii de vârste mici și mijlocii, pentru că este puternic și îi poate accidenta fără intenție.